# Traumschiff-Affäre
Die Traumschiff-Affäre, auch Segeltörn-Affäre genannt, war ein politischer Skandal, der am 28. Dezember 1990 bekannt wurde und am 13. Januar 1991 zum Rücktritt von Lothar Späth als Ministerpräsident von Baden-Württemberg führte.
Zwei Journalisten des Südwestfunks hatten erfahren, dass Späth mit dem Chef des Unternehmens SEL, Helmut Lohr, 1984 in die Ägäis gereist war. Es stellte sich heraus, dass Späth weder für seinen Urlaub etwas bezahlt hatte noch dafür, dass ihm das Flugzeug des Unternehmens überlassen worden war. Als eine Presseagentur von Gerüchten über Späth berichtete, veröffentlichte die Südwest Presse vorzeitig einen Artikel von Martin Born, der den Sachverhalt aufdeckte. Verschärft wurde die folgende Debatte noch dadurch, dass die Staatsanwaltschaft Aufwendungen für Vergnügungen Späths als Betriebsausgabe von Unternehmen akzeptierte. Dass SEL im Jahr der Ägäisreise ohne Ausschreibung den Auftrag erhalten hatte, alle Landesbehörden mit Faxgeräten auszustatten, war nicht das einzige Aufsehen erregende; Flüge mit der Concorde nach Martinique und diskrete Urlaube ganz allein gehörten auch dazu.
Ein Antrag auf einen Untersuchungsausschuss des Landtags scheiterte zunächst an der Ablehnung durch die Fraktionen von CDU und FDP. Er kam erst durch Klage vor dem Staatsgerichtshof zustande. Vor dem Ausschuss räumte Späth ein, dass seine Einkommensteuer „noch nicht geklärt“ sei.
Gegen Späth wurden Ermittlungen wegen des Verdachts der Untreue und der Vorteilsnahme aufgenommen, aber letztlich eingestellt.